# Prejlep
Prejlep (albanisch auch Prejlepi, bis 1999 als Arrnjet bekannt; serbisch Прилеп Prilep) ist ein Dorf im Westen des Kosovo.

## Lage
Prejlep liegt rund vier Kilometer südlich von Deçan und vier Kilometer nordöstlich von Junik. Im Westen wird sie von der R107, der Verbindungsstraße Deçan–Gjakova, passiert.
| Drenoc   | Deçan                                       | Beleg     |
| Junik    | Kompassrose, die auf Nachbargemeinden zeigt | Irzniq    |
| Baballoq | Rastavicë                                   | Prekolluk |

## Geschichte
Im osmanischen Defter von 1485 des Sandschaks von Shkodra wird erwähnt, dass das Dorf Prejlep 28 steuerzahlende Haushalte hatte.
Zu Beginn des 19. Jahrhunderts gab es nur etwa fünf bis zehn Häuser, während es heute über 300 gibt.

### Kosovokrieg
Während des Kosovokrieges im Jahr 1998 wurde das Dorf beinahe vollständig zerstört. Milizen der Kosovo-Befreiungsarmee (UÇK) und serbische Streitkräfte kämpften am 2. August 1998 in der Nähe von Prejlep, wobei zwei serbische Polizisten getötet und die UÇK aus dem Dorf vertrieben wurden. Die serbischen paramilitärischen Kräfte übernahmen die Kontrolle über die umkämpfte Straße, die Gjakova und Peja verbindet. Unter Verwendung einer Mehrfach-Maschinenkanone, die auf einem gepanzerten Fahrzeug montiert war, drangen die serbischen Paramilitärs durch das verwüstete Dorf und durchsuchten Haus für Haus. Zwölf Mitglieder der jugoslawischen Streitkräfte und vier albanische Kämpfer starben während der serbischen Offensive.
Nachdem das Dorf in die Hände der serbischen Streitkräfte gefallen war, wurden vier Zivilisten getötet, von denen drei Albaner und einer Ägypter waren. Die Dorfmoschee, die im Jahr 1686 erbaut worden war, wurde ebenfalls zerstört.

## Bevölkerung
Gemäß Volkszählung von 2011 betrug die Einwohnerzahl 2.165, davon waren 2.157 Albaner, sechs Ägypter und zwei Angehörige anderer Ethnien. Das Dorf wird von 2.163 Muslimen und zwei Angehörigen anderer Religionen bewohnt.
| Volkszählung | 1948 | 1953 | 1961 | 1971 | 1981 | 1991 | 2011 |
| ------------ | ---- | ---- | ---- | ---- | ---- | ---- | ---- |
| Einwohner    | 755  | 840  | 981  | 1261 | 1473 | 1670 | 2165 |